# 恐怖博士の研究室
『恐怖博士の研究室』（きょうふはかせのけんきゅうしつ）は、根本尚による日本の漫画作品。『ミステリーボニータ』（秋田書店刊）に2001年から連載されている。
今作が著者初めての少女漫画となる。

## 概要
1話完結型のギャグ漫画であり、日常にある身近なネタを恐怖的に誇張して恐怖博士なる人物が紹介していく形式を取る。
一昔前の恐怖漫画の絵柄（例として楳図かずおや古賀新一など）を彷彿させる絵柄でギャグをやっているのが特徴的。
現在の少女漫画ではあまり見慣れない絵柄のせいか連載初期のアンケートでは最下位になることが多かったらしい。
作中では著者が『週刊少年チャンピオン』（秋田書店刊）にて連載していた『現代怪奇絵巻』のキャラクターである「田舎メイド レベッカ」が登場している。
10年間に渡って連載されているが一回のページ数が少ないこともあり、2011年になるまで単行本は発売されていなかった。（発売された単行本は一昔前の恐怖漫画の雰囲気を出すためか表紙が秋田書店の『サンデーコミックス』風のデザインで刊行されている）。

## 単行本
- 根本尚 『恐怖博士の研究室 あやしい1コマ漫画屋がやってきた!』 秋田書店〈Akita Essay Collection〉
  1. 2011年10月20日発行、2011年10月7日発売 ISBN 978-4-253-10732-7